# Wahaika

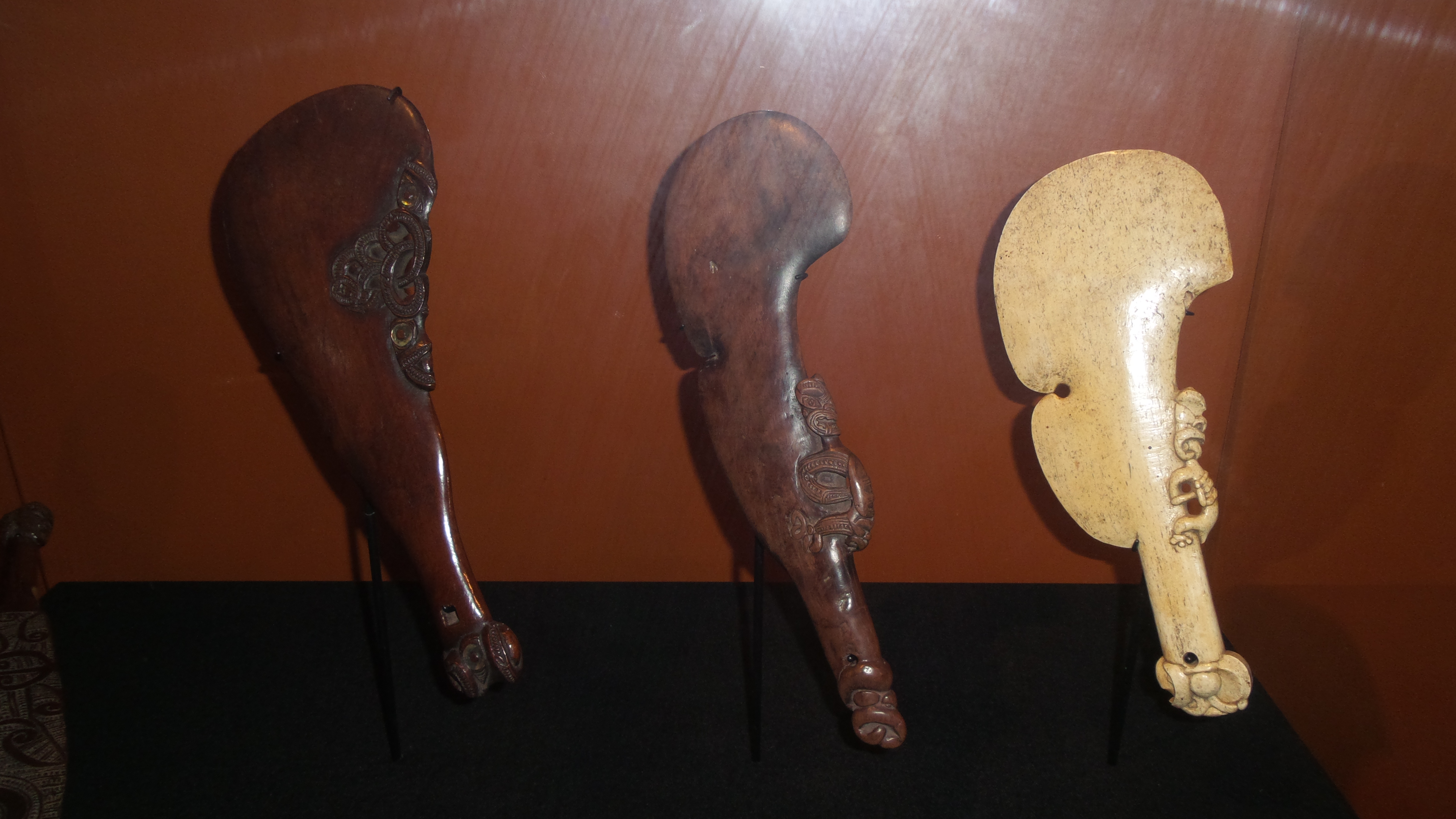
Dues wahaika de fusta i una d'os de balena al Museu Te Papa

Un wahaika és un tipus d'arma manual maori tradicional. Són armes curtes, semblants a una maça, fetes generalment de fusta o d'os de balena i s'utilitzen per llançar i colpejar en combats cos a cos. Els wahaika d'os de balena s'anomenen wahaika paraoa.
Wahaika es tradueix com a "boca del peix", en referència a l'osca d'un costat que s'utilitza per agafar l'arma d'un oponent. A l'altre costat just a sobre del mànec, la punta còncava que hi ha sobre una figura humanoide tallada hi ha la vora principal de cop, especialment usada contra les temples, la cara i les costelles de l'oponent. La resta de la vora esfèrica és afilada com una fulla.
La wahaika de fusta sovint es talla amb dissenys complexos. A més de ser una arma de lluita, els dirigents de la rangatira sostenien el wahaika durant les cerimònies i els discursos, sobretot si volien que la gent prestés atenció a alguna cosa important. La wahaika especial només es donava a persones amb un rang considerable a l'estructura tribal maorí.
La semblança de la wahaika amb un altre objecte similar del poble maputxe xilè s'ha considerat una "evidència suau" del contacte entre la Polinèsia precolombina i l'Amèrica del Sud.